# Adhyatma Ramayana
Adhyatma Ramayana é uma obra da literatura indiana, um dos mais importantes trabalhos em Sânscrito.  Foi uma obra de Tulasidas (1511-1637 d.C.) 
A tradição de Rama é parte do Brahmanda Purana. Alguns filósofos dizem ter sido escrita no século XIV ou XV por um autor desconhecido. Adhyatma Ramayana tem 4200 versos e é tão popular entre os devotos de Rama como dos Vedantes. O trabalho é admirável soma de eventos no Valmiki Ramayana. Além de materiais pertencentes à filosofia Vedanta, o caminho de Bhakti (devoção) e de Ramabhakti em particular tem hinos para Rama pedindo ajuda para conseguir a libertação.
É uma obra de caráter religioso, que criou uma revolução por tratar um assunto antigo de outra forma, e por existir ensinamentos por detrás de uma história. Como em toda obra religiosa o leitor deve ter o discernimento necessário para perceber o que é dito nas entrelinhas.
As inovações feitas a partir do original (Valmiki Ramayana), são:
A maior alteração está na história: Faz uma introdução a uma "Sombria Sita" no período da sua abdução. A verdadeira Sita teria desaparecido no fogo após o episódio do cervo dourado. 
Compare Sri Ramacharitamanasa, Aranya Kanda, Doha 23 de Tulasi e o Chopai:
"Quando Lakshmana foi para floresta reunir raízes, frutos e vegetais, Sri Rama, a encarnação da compaixão e da felicidade, fala sorrindo para a filha de Janak (Sita):
- Escute minha querida, quem permanecer fiel ao santo juramento a mim e tiver uma conduta virtuosa, Eu agirei na sua parte humana, permanecendo no fogo até destruir todos os demónios.
Tão logo Sri Rama disse isto tudo a ela em detalhes, ela ficou tão impressionada que caiu aos pés da imagem do Senhor adorando de todo o seu coração e entrando no fogo, deixando para ele apenas as sombra do que foi ela."
No Adhyatma Ramayana, Sita emerge do fogo e termina a guerra. 
Outra alteração no Adhyatma Ramayana inclui: Ravana ameaça Sita com respeito à mãe e Sri Rama estabelece um Sivalinga no local da ponte para Lanka.
A maior contribuição da Adhyatma Ramayana está na colocação de Rama como guia espiritual, e em vários hinos e canções para orar a Rama. Há quatro ocasiões quando Rama assume a posição de regente da filosofia. Em resposta às perguntas de Lakshmana, em diferentes ocasiões ele ensina o conhecimento, devoção e desapego, método de adoração e o caminho da emancipação. Em resposta à pergunta de Kaushalya, Rama ensina os três tipos de yoga: Karma-yoga (ação), Jnana-yoga (conhecimento) e Bhakti-yoga (devoção).
A conhecida Ramagita é parte da Adhyatma Ramayana. Ela contém ensinamentos de Advaita Vedanta. A verdadeira contribuição desta obra é repetir a doutrina que Rama é Brahman, o Absoluto, e que Sita é sua Maya-shakti ou Prakriti, portanto erguendo a personalidade de Rama ao mais alto nível e provando com uma base firme a devoção a Rama.
Nos círculos ortodoxos dos devotos de Rama, o Adhyatama Ramayana é considerado um Mantra-sastra, livro sagrado, cada stanza dele é considerado um Mantra (palavra mística) e repetida fanaticamente em cerimoniais.